# Clefs-Val-d'Anjou
Clefs-Val-d'Anjou era una comuna nueva francesa, que estaba situada en la región de Países del Loira, departamento de Maine y Loira, en el distrito de Saumur y cantón de Beaufort-en-Vallée, y que el uno de enero de 2016 fue suprimida al unirse a las comunas de Baugé-en-Anjou, Bocé, Chartrené, Cheviré-le-Rouge, Cuon, Échemiré, Fougeré, Le Guédeniau y Saint-Quentin-lès-Beaurepaire, formando la nueva comuna de Baugé-en-Anjou.

## Historia
Fue creada el 1 de enero de 2013, en aplicación de una resolución del prefecto de Maine y Loira de 19 de noviembre de 2012 con la unión de las comunas de Clefs y Vaulandry, pasando a estar el ayuntamiento en la antigua comuna de Clefs.

## Demografía
| Gráfica de evolución demográfica de Clefs-Val-d'Anjou entre 1800 y 2012 |
|                                                                         |

Los datos entre 1800 y 2013 son el resultado de sumar los parciales de las dos comunas que formaban la nueva comuna de Clefs-Val-d'Anjou, cuyos datos se han cogido de 1800 a 1999, para las comunas de Clefs y Vaulandry de la página francesa EHESS/Cassini. Los demás datos se han cogido de la página del INSEE.

## Composición
| Comuna delegada | Código INSEE | Población (2013) | Superficie (km²) | Densidad (hab./km²) |
| --------------- | ------------ | ---------------- | ---------------- | ------------------- |
| Clefs           | 49101        | 979              | 25.92            | 38                  |
| Vaulandry       | 49380        | 306              | 27.65            | 11                  |